# Maurice Van Damme
Maurice Van Damme (n. 1888) a fost un scrimer ce a reprezentat Belgia, medaliat olimpic. A participat la o ediție a Jocurilor Olimpice (1924) în care a câștigat o medalie de argint și o medalie de bronz.